# Cirque Maximum
 (mai 2017).
Si vous disposez d'ouvrages ou d'articles de référence ou si vous connaissez des sites web de qualité traitant du thème abordé ici, merci de compléter l'article en donnant les références utiles à sa vérifiabilité et en les liant à la section « Notes et références ».
Le Cirque Maximum est une compagnie de cirque créée en 1994 par l'artiste français Mario Masson et sa compagne belge Jeanine de Baets. Il réalise ses premières tournées dans le Nord de la France et en Belgique.

## Histoire
En 2009, après 15 ans d'existence, l'enseigne est rachetée par trois grandes dynasties du cirque français : les familles Beautour, Falck et Klising. La nouvelle direction de l'établissement le fait rapidement « entrer dans la cour des grands », en réalisant des tournées sur tout le territoire français, et en présentant des numéros inédits à l'époque, comme le « globe des motos », devenu célèbre après son passage dans plusieurs émissions de télévision.
Le Cirque Maximum confie la direction artistique de ses spectacles à Marco Folco, héritier d'une grande dynastie du cirque italien et David Falck. La présence d'un orchestre, et la création de costumes originaux signent avec le spectacle 2010, intitulé "Le rêve d'Esméralda", le retour de la pantomime à grand spectacle, absente des pistes françaises depuis 1936, date à laquelle le Cirque d'Hiver Bouglione créa "La Perle du Bengale".
Malgré un succès commercial relatif, le Cirque Maximum fête son 20e anniversaire en 2014 en accueillant la dernière tournée dans l'hexagone des célèbres trapézistes volants "Flying Michael", récompensés plusieurs fois au Festival international du Cirque de Monte Carlo.
En 2017, un accident survient en plein spectacle et coûte la vie à Henri Beautour, jeune artiste aérien et met un terme provisoire à sa tournée qui rendait hommage au célèbre clown Achille Zavatta, et à laquelle participait son fils William.